# Autographa bimaculata
Autographa bimaculata är en fjärilsart som beskrevs av Stephens 1832. Autographa bimaculata ingår i släktet Autographa och familjen nattflyn. Inga underarter finns listade i Catalogue of Life.